# Center for Inquiry
The Center for Inquiry (CFI) (Centrum pro vyšetřování) je americká nezisková organizace, která se snaží bojovat proti víře v pseudovědu a paranormální jevy, a proti vlivu náboženství ve vládě.

## Historie
Center for Inquiry bylo založeno v roce 1991 ateistickým filozofem a spisovatelem Paulem Kurtzem a spojilo dvě organizace: Committee for the Scientific Investigation of Claims of the Paranormal založený Kurtzem v roce 1976 a Council for Secular Humanism (Radu pro sekulární humanismus) založenou Kurtzem v roce 1980. V lednu 2016 CFI oznámila, že se spojuje s Richard Dawkins Foundation for Reason and Science (Nadací Richarda Dawkinse pro rozum a vědu). V červnu 2009 Kurtz opustil CFI kvůli konfliktu s tehdejším generálním ředitelem Ronaldem A. Lindsayem.

## Committee for Skeptical Inquiry
Prostřednictvím Committee for Skeptical Inquiry (Výboru pro skeptické zkoumání) (CSI) a jeho časopisu Skeptical Inquirer, který vydává Center for Inquiry, zkoumá CSI důkazní tvrzení o paranormálních nebo nadpřirozených jevech, včetně médií, přízraků, telepatie, mimosmyslové vnímání, UFO a kreacionismu.

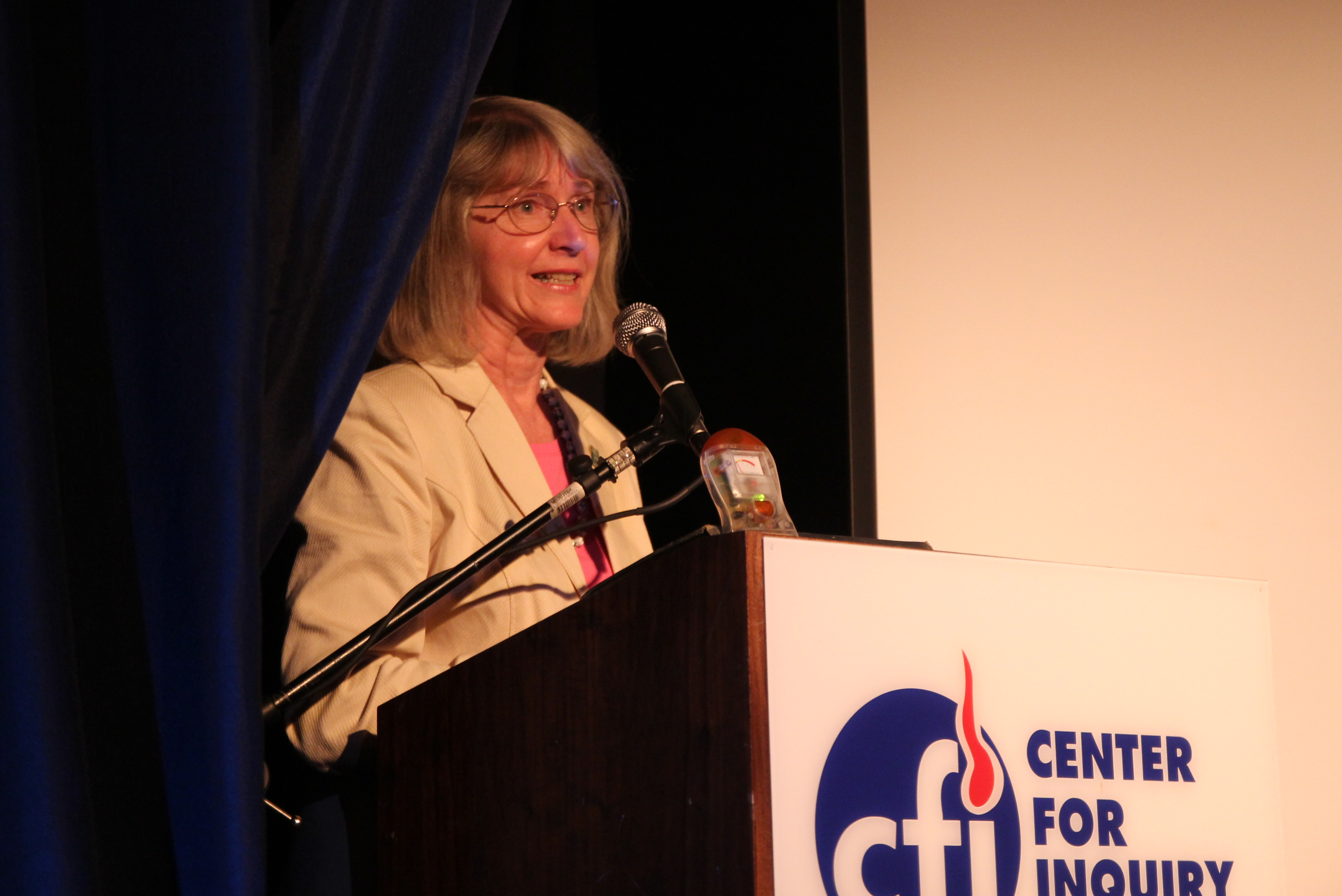
Dr. Eugenie Scottová získává cenu IIG za svou práci v oblasti vědy a skepticismu.

Zkoumají také pseudovědecká tvrzení týkající se vakcín, mobilních telefonů, elektrického vedení, GMO a alternativní medicíny. V oblasti náboženství zkoumají přesvědčení, která zahrnují testovatelná tvrzení, jako je léčení vírou a kreacionismus, ale drží se stranou od netestovatelných náboženských přesvědčení, jako je existence Boha.
Committee for Skeptical Inquiry, tehdy známý jako Committee for the Scientific Investigation of Claims of the Paranormal (Výbor pro vědecké zkoumání tvrzení o paranormálních jevech) (CSICOP), byl spolu s kouzelníkem a významným skeptikem Jamesem Randim v 90. letech zažalován televizní celebritou Uri Gellerem poté, co Randi v novinovém rozhovoru řekl, že Gellerovy triky „jsou takové, jaké bývaly na zadní straně krabic od cereálií, když jsem byl dítě.“ Případ se táhl několik let a nakonec byl v roce 1995 urovnán, přičemž Gellerovi bylo nařízeno zaplatit Randimu a CSICOP náklady na soudní řízení.

### Independent Investigations Group
Independent Investigations Group (Nezávislá vyšetřovací skupina) je dobrovolnická skupina se sídlem v CFI v Los Angeles, provádí experimentální testování okrajových tvrzení. Za úspěšné prokázání nadpřirozených jevů nabízí finanční odměnu (od roku 2020 má hodnotu 250 000 USD). Ceny IIG (známé jako „Iggies“) jsou udělovány za „vědecké a kritické myšlení v mainstreamové zábavě“. IIG zkoumala mimo jiné energetické náramky, detektivy-senzibily a „zázračného telepatického psa“.

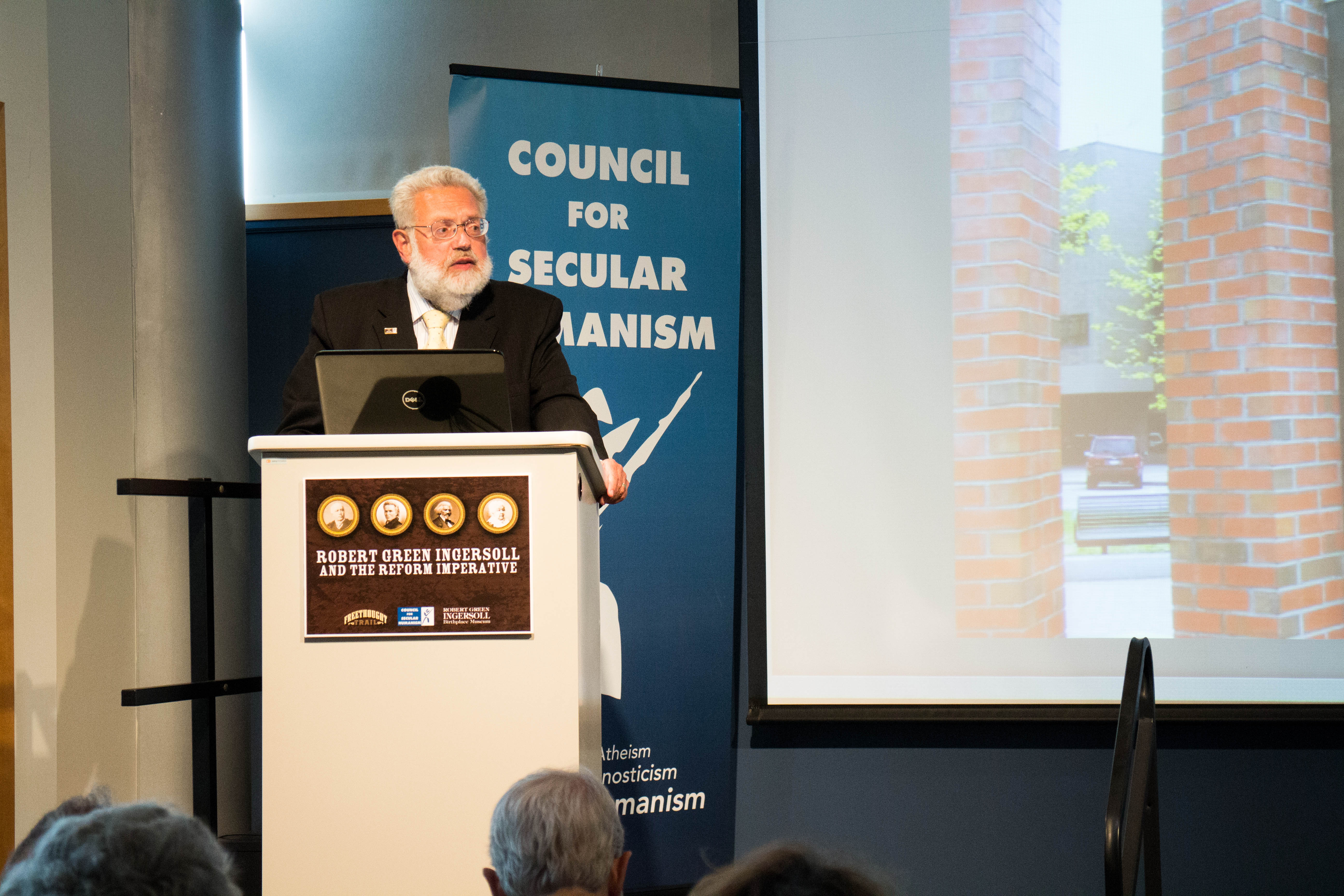
Tom Flynn, redaktor časopisu Free Inquiry, přednáší o Freethought Trail.

## Náboženství, etika a společnost
CFI podporuje kritické zkoumání základů a sociálních dopadů světových náboženství. Od roku 1983 se zpočátku díky spojení s Výborem pro vědecké zkoumání náboženství zaměřuje na otázky, jako je fundamentalismus v křesťanství a islámu, humanistické alternativy náboženské etiky a náboženské zdroje politického násilí. Účastní se protestů proti náboženskému pronásledování po celém světě a vystupuje proti náboženským privilegiím, například výhodám pro duchovní v americkém daňovém zákoníku. V roce 2014, respektive 2017, CFI vyhrála dva soudní spory, které přiměly státy Illinois a Indiana, aby umožnily, aby svatby prováděli úředníci, kteří nejsou ani náboženskými duchovními, ani státními úředníky. Podobná žaloba napadající ústavnost zákona o manželství v Texasu byla v srpnu 2019 zamítnuta.
CFI aktivně podporuje sekulární zájmy, například sekulární státní školství, pořádá konference, například Women In Secularism (Ženy v sekularismu) a konferenci zaměřenou na zastánce volnomyšlenkářství Roberta Ingersolla, poskytuje prostory pro setkání a konference dalším skeptickým organizacím, například konferenci nebílých ateistů o sociální spravedlnosti.
CFI také pořádá ateistické vzdělávací a podpůrné aktivity, například v rámci svého projektu Freethought Books Project posílá knihy o volném myšlení vězňům.
CFI se aktivně zasazuje o svobodu slova, prosazuje sekulární vládu a vystupuje proti institucionálnímu náboženství v ozbrojených silách.
Center for Inquiry ve spolupráci s Council for Secular Humanism (CSH) vydává dvouměsíčník Free Inquiry.

## Publikace
Výsledky výzkumu a činností podporovaných Centrem a jeho pobočkami jsou publikovány a distribuovány veřejnosti v sedmnácti samostatných národních a mezinárodních časopisech, časopisech a bulletinech. Patří mezi ně časopisy CSH Free Inquiry a Secular Humanist Bulletin a Skeptical Inquirer, American Rationalist. Časopisy Scientific Review of Alternative Medicine, The Scientific Review of Mental Health Practice a Philo, časopis zabývající se filozofickými otázkami, již nevycházejí.
V červnu 2020 CFI oznámila „nově spuštěnou online publikaci CFI“ Pensar, „španělsky psaný časopis pro vědu, rozum a volnomyšlenkářství“. Vydává jej Alejandro Borgo, ředitel CFI Argentina.
CFI od roku 2005 vydává rozhlasový týdeník a podcast Point of Inquiry. Epizody jsou volně ke stažení na iTunes. Jeho současnými moderátory jsou od června 2020 Leighann Lord a James Underdown. Mezi významné hosty patřili Steven Pinker, Neil deGrasse Tyson a Richard Dawkins.

## Projekty a pořady

### Secular Rescue
CFI má nouzový fond nazvaný Secular Rescue (Sekulární záchrana), dříve známý jako Freethought Emergency Fund. V letech 2015 až 2018 pomohl Secular Rescue získat azyl třiceti osobám prchajícím před antisekulárními režimy.

### Office of Public Policy
Office of Public Policy (OPP) (Kancelář pro veřejnou politiku) je politickou složkou CFI ve Washingtonu, D. C. V současnosti je v této složce zastoupeno více než 50 tisíc lidí. Úkolem OPP je lobbovat v Kongresu a administrativě v otázkách týkajících se vědy a sekularismu. To zahrnuje obranu odluky církve od státu, prosazování vědy a rozumu jako základu veřejné politiky a prosazování sekulárních hodnot.
OPP zveřejňuje stanoviska k předmětům svého zájmu. Příklady zahrnují akupunkturu, klimatické změny, antikoncepci a inteligentní design. Úřad se aktivně podílí na právních záležitostech, poskytuje experty pro svědectví v Kongresu a amicus curiae v případech Nejvyššího soudu. Zveřejňuje seznam návrhů zákonů, které považuje za zajímavé, když procházejí legislativním procesem v USA. Úřad se také aktivně podílí na řešení právních otázek.

### Magisterský vzdělávací program "Věda a veřejnost"
Ve spolupráci s Graduate School of Education na State University of New York v Buffalu nabízí CFI akreditovaný magisterský vzdělávací program "Science and the Public", který je dostupný výhradně online. Program je určen studentům, kteří se připravují na kariéru ve výzkumu, vědeckém vzdělávání, veřejné politice, vědecké žurnalistice nebo na další studium sociologie, historie a filozofie vědy, vědecké komunikace, vzdělávání nebo veřejné správy a zkoumá metody a pohled na vědu v jejich propojení s veřejnou kulturou, vědeckou gramotností a veřejnou politikou.

### Quackwatch
V únoru 2020 se Quackwatch, založený Stephenem Barrettem, stal součástí CFI, který oznámil, že plánuje udržovat jeho různé webové stránky a později v témže roce získat Barrettovu knihovnu.

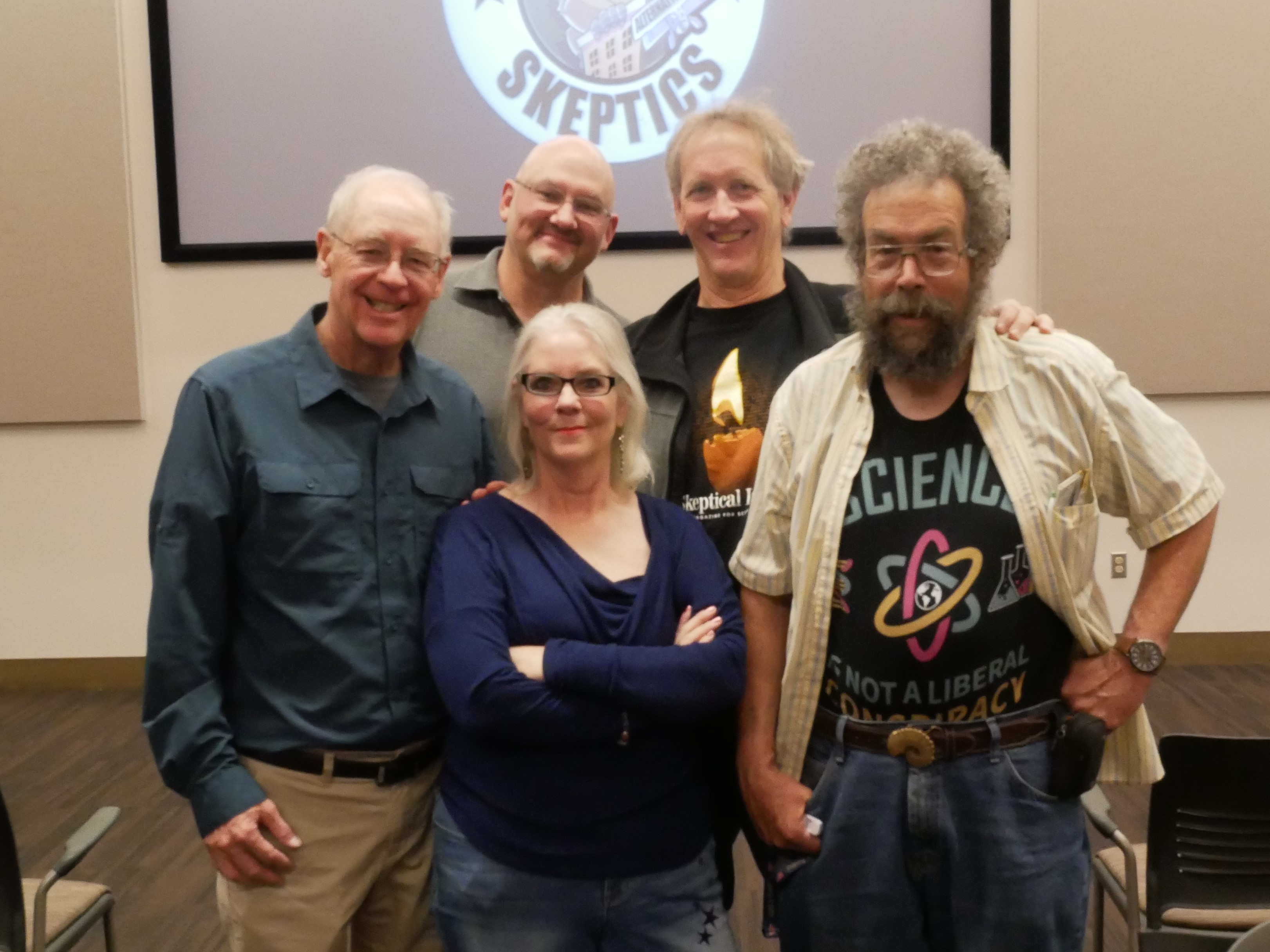
Kolegové v CFI: Susan Gerbic, Mark Boslough, Dave Thomas, Benjamin Radford a Kendrick Frazier

## Cena Richarda Dawkinse
Richard Dawkins Award je výroční cena, kterou do července 2019 udělovala Atheist Alliance of America, poté se přesunula pod CFI. Podle tiskové zprávy CFI se „laureátem stane významná osobnost ze světa vědy, vědy, vzdělávání nebo zábavy, která se veřejně hlásí k hodnotám sekularismu a racionalismu a prosazuje vědeckou pravdu, ať už vede kamkoli.“ Cena se uděluje od roku 2003 a je pojmenována po Richardu Dawkinsovi, anglickém evolučním biologovi, který byl v roce 2013 ve čtenářské anketě časopisu Prospect označen za nejlepšího myslitele světa.

## Minulé projekty a programy
Následující projekty a programy již nejsou aktivní:

### Camp Inquiry
Center for Inquiry pořádalo každoroční letní tábor pro děti s názvem Camp Inquiry, zaměřený na vědeckou gramotnost, kritické myšlení, přírodní vědy, umění, humanitní vědy a humanistický etický rozvoj. Camp Inquiry byl popisován jako „letní tábor pro děti s otázkami“, kde po strašidelných příbězích následovala „reverzní sezení“, kdy byli účastníci vybízeni k určení příčiny zdánlivě nadpřirozeného zážitku. Camp Inquiry byl kritizován jako „Ježíšův tábor naruby“; jeho organizátoři se bránili, že tábor není určen výhradně pro ateistické děti a že táborníci jsou povzbuzováni k tomu, aby vyvozovali vlastní závěry na základě empirického a kritického myšlení.

### CFI Institute
Center for Inquiry Institute nabízel online kurzy, semináře a workshopy na vysokoškolské úrovni zaměřené na kritické myšlení a vědecký pohled a jeho důsledky pro náboženství, lidské hodnoty a hranice vědy. Kromě přenositelných bakalářských kreditů prostřednictvím systému University at Buffalo nabízel CFI certifikát o způsobilosti v oblasti kritického zkoumání. Tříletý studijní plán nabízel letní kurzy v hlavním kampusu University at Buffalo v Amherstu.

### Medicína a zdraví
The Commission for Scientific Medicine and Mental Health (CSMMH) (Komise pro vědeckou medicínu a duševní zdraví) podněcovala kritické vědecké zkoumání medicíny nového věku a psychoterapeutických škol. Podporovala postupy léčby závislostí prostřednictvím Sekulárních organizací pro střízlivost. CFI zpochybňuje tvrzení alternativní medicíny a prosazuje vědecký základ zdravotní péče. Dokumenty CSMMH se zabývaly tématy, jako je pseudověda v léčbě autismu a v psychiatrii.

### Projekt výzkumu naturalismu
CFI také vedla Naturalism Research Project, jímž usilovalo o rozvoj teoretických a praktických aplikací filosofického naturalismu. V rámci tohoto projektu byly knihovny, výzkumná zařízení a konferenční prostory CFI k dispozici vědcům a badatelům, aby se posunuli v pochopení metodologie vědy a závěrů o naturalismu.
Aktivity projektu výzkumu naturalismu zahrnovaly přednášky a semináře hostujících spolupracovníků a vědců, vědecké konference a podporu publikací CFI o důležitých výzkumech. Mezi ústřední otázky naturalismu patří zkoumání odnoží naturalismu; problémy ve filozofii vědy; metodologie vědeckého zkoumání; naturalismus a humanismus; naturalistická etika; naturalismus a biovědy.[zdroj?]

## Organizace CFI a místa půsovnosti
CFI je neziskový subjekt registrovaný jako charitativní organizace ve Spojených státech. Má 17 poboček v USA a 16 mezinárodních poboček nebo přidružených organizací. Organizace má CFI v Amherstu ve státě New York (ústředí), Los Angeles, New Yorku, Tampě Bay, Washingtonu, D.C., Indianě, Austinu, Chicagu, San Francisku a Michiganu.

### Mezinárodní aktivity
CFI má pobočky, zastoupení nebo přidružené organizace v zemích po celém světě, své mezinárodní aktivity organizuje pod hlavičkou Center For Inquiry Transnational. Kromě toho má CFI poradní status při OSN jako nevládní organizace v rámci Ekonomické a sociální rady OSN. Centrum se účastní debat v Radě OSN pro lidská práva, v roce 2014 například debaty na téma mrzačení ženských pohlavních orgánů.

### Univerzitní výměnné programy
CFI Moskva provozuje výměnný program, v jehož rámci mohou ruští studenti a vědci každoročně navštívit sídlo CFI v Amherstu a zúčastnit se letního institutu. Další mezinárodní programy existují v Německu (Roßdorf), Francii (Nice), Španělsku (Bilbao), Polsku (Varšava), Nigérii (Ibadan), Ugandě (Kampala), Keni (Nairobi), Nepálu (Káthmándú), Indii (Pune) (Hyderabad), Egyptě (Káhira), Číně (Peking), Novém Zélandu (Auckland), Peru (Lima), Argentině (Buenos Aires), Senegalu (Dakar), Zambii (Lusaka) a Bangladéši (Dháka).

### Centre for Inquiry Canada
CFI Canada (CFIC) je kanadská pobočka CFI Transnational se sídlem v Torontu v kanadské provincii Ontario. Justin Trottier působil v letech 2007-2011 jako národní výkonný ředitel. CFI Canada byla původně založena a částečně podporována organizací CFI Transnational, ale stala se nezávislou kanadskou národní organizací s několika provinčními pobočkami. CFI Canada má pobočky v Halifaxu, Montréalu, Ottawě, Torontu, Saskatoonu, Calgary, Okanaganu (Kelowna) a Vancouveru.

## Přidružené organizace
- Centre for Inquiry Canada
- Centre for Inquiry UK[65]

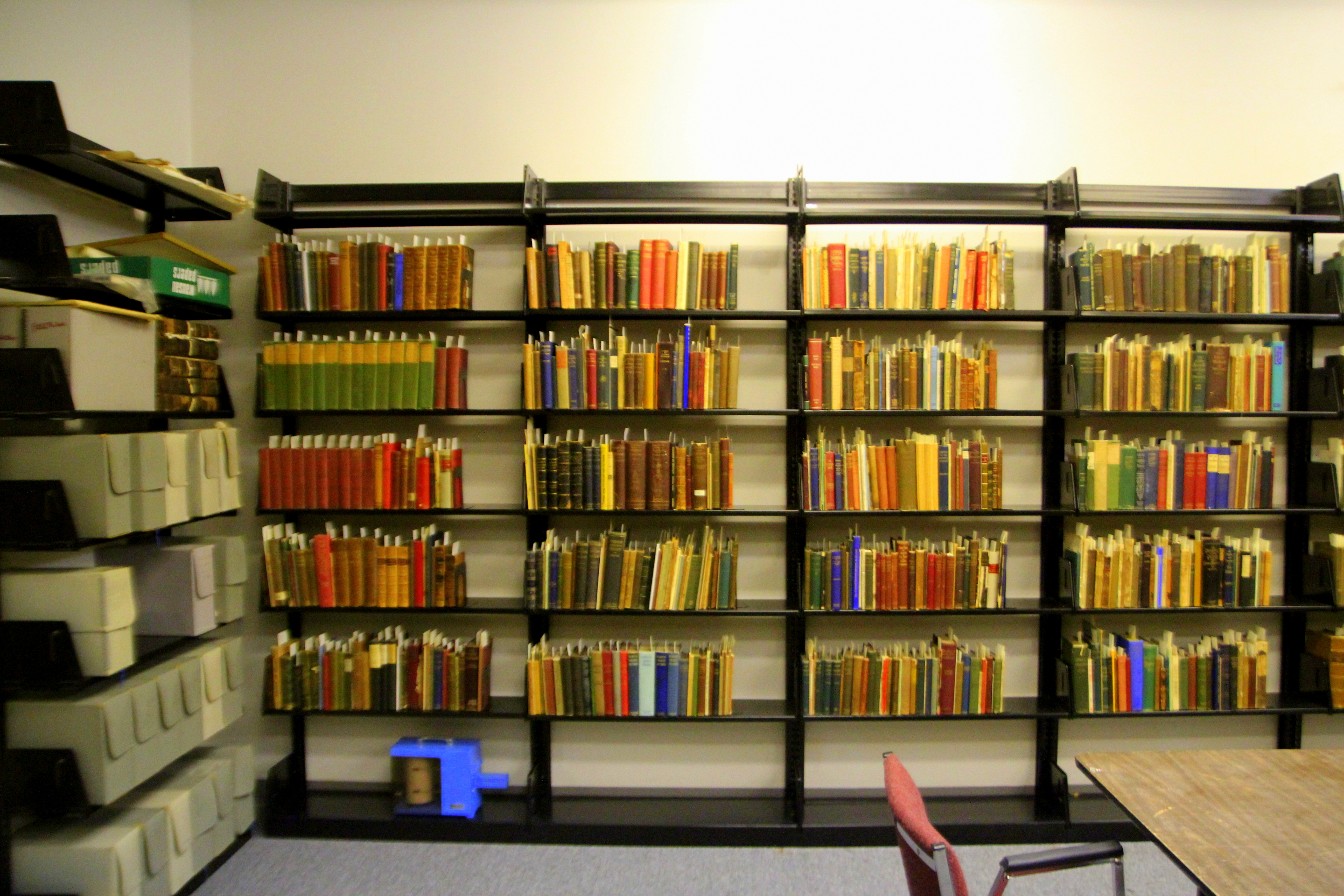
Knihovna vzácných výtisků v CFI

- Committee for Skeptical Inquiry (CSI)
- Committee for the Scientific Examination of Religion (CSER)
- Commission for Scientific Medicine and Mental Health Practice (CSMMH)[52]
- Institute for the Secularisation of Islamic Society
- International Academy of Humanism
- Richard Dawkins Foundation for Reason and Science

## V médiích
CFI se účastní mediálních debat o vědě, zdraví, náboženství a dalších oblastech svého zájmu. Jeho kampaň „Keep Healthcare Safe and Secular“ (Udržujte zdravotní péči bezpečnou a sekulární) propaguje vědecky podloženou zdravotní péči. Je otevřeným kritikem pochybných a nevědeckých postupů ve zdravotnictví a zapojuje se do veřejné debaty o opodstatněnosti a legálnosti kontroverzních lékařských postupů. V roce 2014 generální ředitel Ron Lindsay veřejně kritizoval kontroverzní texaskou onkologickou kliniku Stanislawa Burzynského.
CFI vede kampaně za sekulární společnost, například se staví proti vystavování modlitebních textů na veřejném majetku. Centrum podporuje sekulární iniciativy a iniciativy za svobodu projevu.
Dne 14. listopadu 2006 otevřelo CFI ve Washingtonu svou kancelář pro veřejnou politiku a vydalo prohlášení „Na obranu vědy a sekularismu“, ve kterém vyzývá k tomu, aby veřejná politika byla založena spíše na vědě než na víře. Následující den o tom deník The Washington Post uveřejnil článek s názvem „Think Tank bude podporovat myšlení“.
V roce 2011 provedl videoexpert James Underdown z IIG a CFI Los Angeles experiment pro „Miracle Detective“ na Oprah Winfrey Network, který přesně replikoval andělské zjevení, o němž lidé tvrdí, že vyléčilo 14leté těžce postižené dítě v Presbyteriánské dětské nemocnici Hemby v Charlotte v Severní Karolíně. „Anděl“ byl slunečním světlem ze skrytého okna a dívka zůstala postižená.

### Žaloby na podvody na spotřebitele proti společnostem CVS a Walmart
V červenci 2018 podala společnost CFI v D.C. žalobu na společnost CVS za podvod na spotřebiteli kvůli prodeji a marketingu neúčinných homeopatických léků. Žaloba částečně obviňuje největšího maloobchodního prodejce léků v zemi, že klame spotřebitele tím, že nesprávně uvádí bezpečnost a účinnost homeopatik, čímž plýtvá penězi zákazníků a ohrožuje jejich zdraví. Nicholas Little, viceprezident a hlavní právní zástupce CFI, uvedl: „Společnost CVS cynicky využívá zmatení svých zákazníků a jejich důvěry ve značku CVS a ohrožuje jejich zdraví, aby dosáhla zisku, a nemůže se odvolávat na nevědomost. Pokud lidé ve vedení největší lékárny v zemi nevědí, že homeopatie je nesmysl, měli by být drženi co nejdále od amerického zdravotnického systému.“ Od června 2019 je žaloba stále v jednání. V květnu 2019 společnost CFI oznámila, že podala podobnou žalobu na společnost Walmart kvůli jejímu sortimentu homeopatických výrobků. V rozhovoru ze srpna 2019 Little poznamenal, že „problém je v tom, že vládní agentury (FDA a FTC) nedělají svou práci. ... FDA a FTC mají pravidla a pokyny, ale nevymáhají je.“ V červenci 2019 CFI oznámila, že Stiefel Freethought Foundation přispěla na podporu obou žalob dalšími 150 000 dolary k dříve přislíbeným 100 000 dolarům.

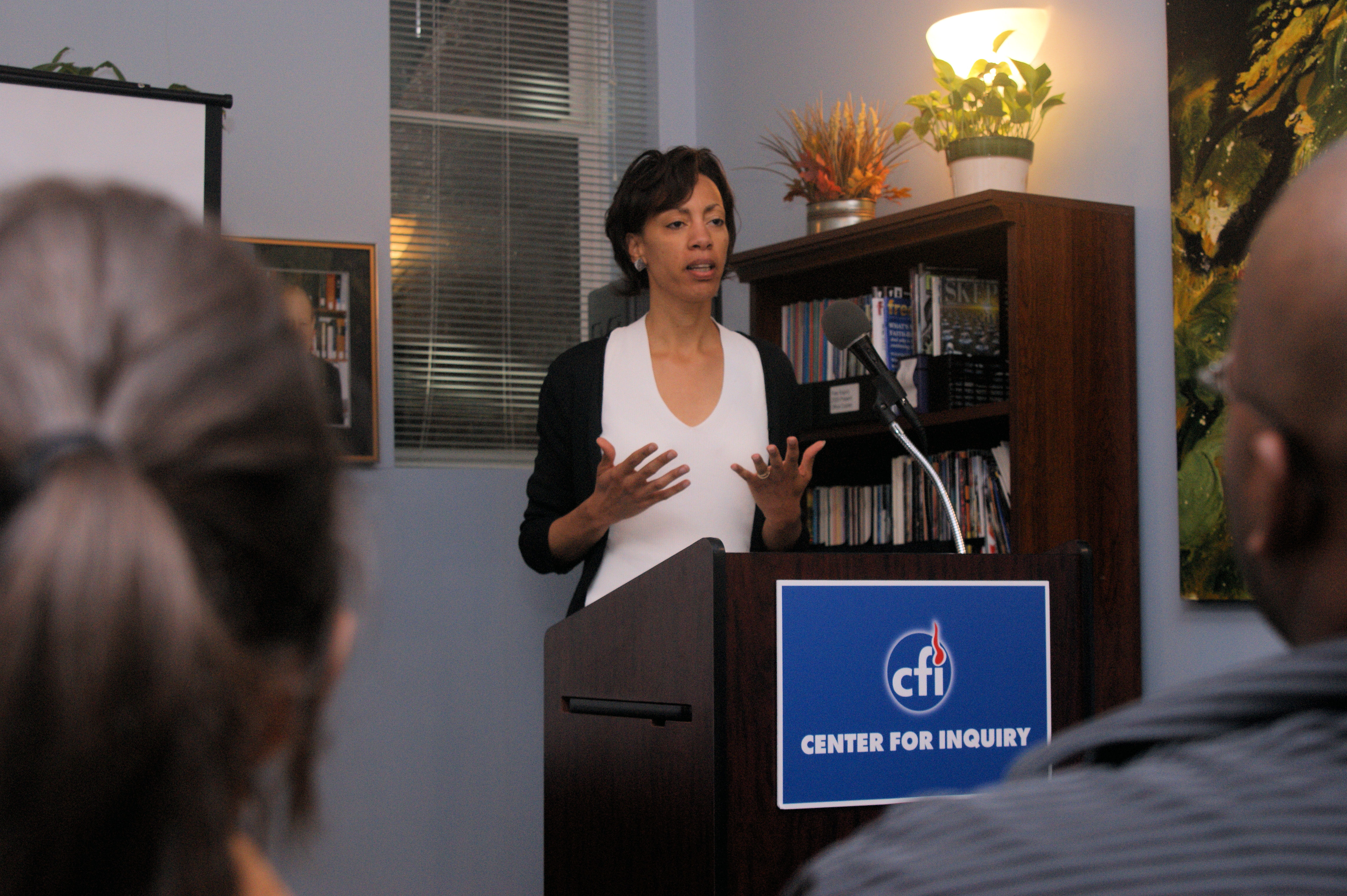
Dr. Hutchinsonová na konferenci Afroameričané za humanismus, 16. května 2010 v CFI, Washington, DC.

### Nedostatečná rasová rozmanitost v představenstvu společnosti
V roce 2016 ateistka Sikivu Hutchinsonová kritizovala spojení sekulárních organizací Center for Inquiry a Richard Dawkins Foundation for Reason and Science, díky němuž získal Richard Dawkins místo v představenstvu Center for Inquiry. Její kritika spočívala v tom, že v obou organizacích jsou ve správní radě samí běloši.

### Wyndgate Country Club a Richard Dawkins, 2011
Během knižního turné Richarda Dawkinse v říjnu 2011 podepsalo CFI - sponzor turné - smlouvu s Wyndgate Country Clubem v Rochester Hills ve státě Michigan jako místem konání. Po zhlédnutí rozhovoru s Dawkinsem v pořadu The O'Reilly Factor úředník klubu Dawkinsovo vystoupení zrušil. Dawkins uvedl, že úředník country klubu přijal „překroucenou“ interpretaci jeho knihy The Magic of Reality (Kouzlo skutečnosti) od Billa O'Reillyho, aniž by ji sám četl. Sean Faircloth řekl, že zrušení čtení „skutečně porušuje základní principy Ameriky ... zákon o občanských právech ... zakazuje diskriminaci na základě rasy nebo náboženského názoru. ... [Dawkins] vydal řadu knih ... vysvětlujících vědu veřejnosti, takže je to spíše urážka, a to rozumu obecně, vyhýbat se mu tak, jak to právě udělali." Výkonný ředitel CFI Michigan Jeff Seaver prohlásil, že „toto jednání společnosti The Wyndgate ilustruje druh předsudků a fanatismu, se kterými se nevěřící setkávají neustále“. Po zrušení akce následovaly protesty a právní kroky CFI proti Wyndgate Country Clubu V roce 2013 byl tento případ vyřešen ve prospěch Centra pro vyšetřování.

### Akce CSH proti náboženským iniciativám
V roce 2007 CSH podala žalobu na floridské ministerstvo nápravných zařízení (DOC), aby zablokovala použití státních prostředků ve smlouvách pro programy založené na víře pro propuštěné vězně, a tvrdila, že toto použití je zakázáno podle ustanovení „Žádná pomoc“ nebo Blainova dodatku floridské ústavy. Původní rozhodnutí dalo za pravdu DOC, ale po odvolání byl případ v roce 2010 vrácen zpět pouze v otázce protiústavnosti vyčlenění státních prostředků pro tento účel.
V době, kdy tento případ probíhal, začali republikánští zákonodárci po nálezu odvolacího soudu usilovat o změnu floridské ústavy s cílem odstranit znění Blainova dodatku a v roce 2011 se jim podařilo toto opatření zařadit do hlasování v roce 2012 jako dodatek č. 8. Hlasovací opatření neuspělo.
V roce 2015 podaly CHS (nyní CFI) i stát (spolu se svými spoluobžalovanými) žádost o zkrácené řízení. V lednu 2016 soud návrhu státu vyhověl a umožnil pokračování sporné zadávací praxe. Po zvážení soud v únoru 2016 oznámil, že se společnost CFI odvolávat nebude.

### Výsměch v OSN
Zástupkyně CFI Josephine Macintoshová byla opakovaně přerušována a vysmívána, když v Radě OSN pro lidská práva prezentovala stanovisko střediska k cenzuře. CFI obhajovala svobodu projevu a postavila se proti potrestání Raifa Badawiho saúdskými úřady za provozování internetového fóra, kterého obvinily z ateismu a liberalismu. Saúdská delegace se proti prohlášení CFI opakovaně ohradila. CFI získalo podporu amerických, kanadských, irských a francouzských delegátů.

### Rouhačský den
Mezinárodní den práv rouhačů (Blasphemy Day) vybízí jednotlivce a skupiny k otevřenému vyjádření kritiky nebo přímo pohrdání náboženstvím. V roce 2009 jej založilo CFI, na které se obrátil student z Amherstu ve státě New York, aby představil tuto myšlenku, kterou následně CFI podpořilo. Ronald Lindsay, prezident a výkonný ředitel Center for Inquiry, v rozhovoru pro CNN k Rouhačskému dni řekl: „Myslíme si, že náboženská přesvědčení by měla být předmětem zkoumání a kritiky stejně jako politická přesvědčení, ale náboženství je tabu.“ Koná se vždy 30. září u příležitosti výročí zveřejnění kontroverzních karikatur Mohameda v Jyllands-Posten.
Rouhačský den a s ním spojené soutěže CFI o rouhání odstartovaly (podle vlastních slov CFI) „bouři kontroverze“. Využívání konfrontační svobody projevu se stalo předmětem diskusí v rámci humanistického hnutí a je uváděno jako příklad širšího posunu směrem k novému ateismu a odklonu od smířlivějšího přístupu historicky spojovaného s humanismem.